# Đại diện Tổng thống Ukraina

Cờ Tổng thống Ukraina

Đại diện Tổng thống Ukraina (tiếng Ukraina: Представники Президента України) là các văn phòng mà người đứng đầu là người đại diện cho tổng thống. Vì Tổng thống Ukraina là nguyên thủ quốc gia nên tổng thống phải có mặt ở nhiều vấn đề của đất nước, cũng như cần đảm bảo lợi ích của mình trong các cơ quan quyền lực chính trị và tư pháp khác nhau. Có 4 văn phòng đại diện cho Tổng thống Ukraina, gồm Đại diện Tổng thống Ukraina ở Krym, Tòa án Hiến pháp Ukraina, Verkhovna Rada (quốc hội), Nội các Bộ trưởng Ukraina. Ngoài ra từng có văn phòng tại Nhà máy điện hạt nhân Chernobyl.

## Người đứng đầu chính quyền địa phương
Theo Luật Đại diện Tổng thống Ukraina có hiệu lực từ ngày 5 tháng 3 năm 1992 đến ngày 12 tháng 6 năm 1997, đại diện của Tổng thống Ukraina là người đứng đầu chính quyền địa phương của tỉnh Kyiv, thành phố Kyiv, và thành phố Sevastopol.

## Đại diện Tổng thống Ukraina tại Cộng hòa Tự trị Krym

Quốc kỳ của Cộng hòa Tự trị Krym

Cơ quan đại diện của Tổng thống Ukraina tại Cộng hòa Tự trị Krym là cơ quan nhà nước được thành lập theo Hiến pháp Ukraina nhằm tạo điều kiện thuận lợi cho Cộng hòa Tự trị Krym thực hiện các quyền tự quyết được Tổng thống Ukraina trao cho.
Cơ quan đại diện do Đại diện thường trực Tổng thống Ukraina tại Cộng hòa Tự trị Krym đứng đầu. Cơ quan đại diện được thành lập bởi Tổng thống Ukraina và trực thuộc cấp dưới của tổng thống. Trong quá trình hoạt động, cơ quan đại diện được hướng dẫn bởi Hiến pháp Ukraina, các luật tự trị và các luật khác của Ukraina, các nghị định và mệnh lệnh của Tổng thống Ukraina cùng các đạo luật của Nội các Bộ trưởng Ukraina.
Đại diện thường trực Tổng thống Ukraina tại Cộng hòa Tự trị Krym thực hiện quản lý chung các hoạt động của cơ quan đại diện, chịu trách nhiệm cá nhân về việc thực hiện các nhiệm vụ được giao cho cơ quan đại diện. Đại diện thường trực do Tổng thống Ukraina bổ nhiệm và bãi nhiệm.
Các công việc cụ thể:
- Xem xét tình hình thực thi Hiến pháp và pháp luật của Ukraina, các sắc lệnh và mệnh lệnh của Tổng thống Ukraina, các đạo luật của Nội các Bộ trưởng Ukraina ở Cộng hòa Tự trị Krym.
- Thúc đẩy việc tuân thủ các quyền và tự do theo hiến pháp của con người và công dân cũng như đạt được thỏa thuận giữa các sắc tộc, ổn định kinh tế - xã hội và chính trị ở Cộng hòa Tự trị Krym.
- Chuẩn bị và trình lên Tổng thống Ukraina các tài liệu phân tích về sự phát triển của các quá trình chính trị và kinh tế xã hội ở Cộng hòa Tự trị Krym.
- Thực hiện các chức năng khác do pháp luật quy định.

## Đại diện Tổng thống Ukraina tại Tòa án Hiến pháp

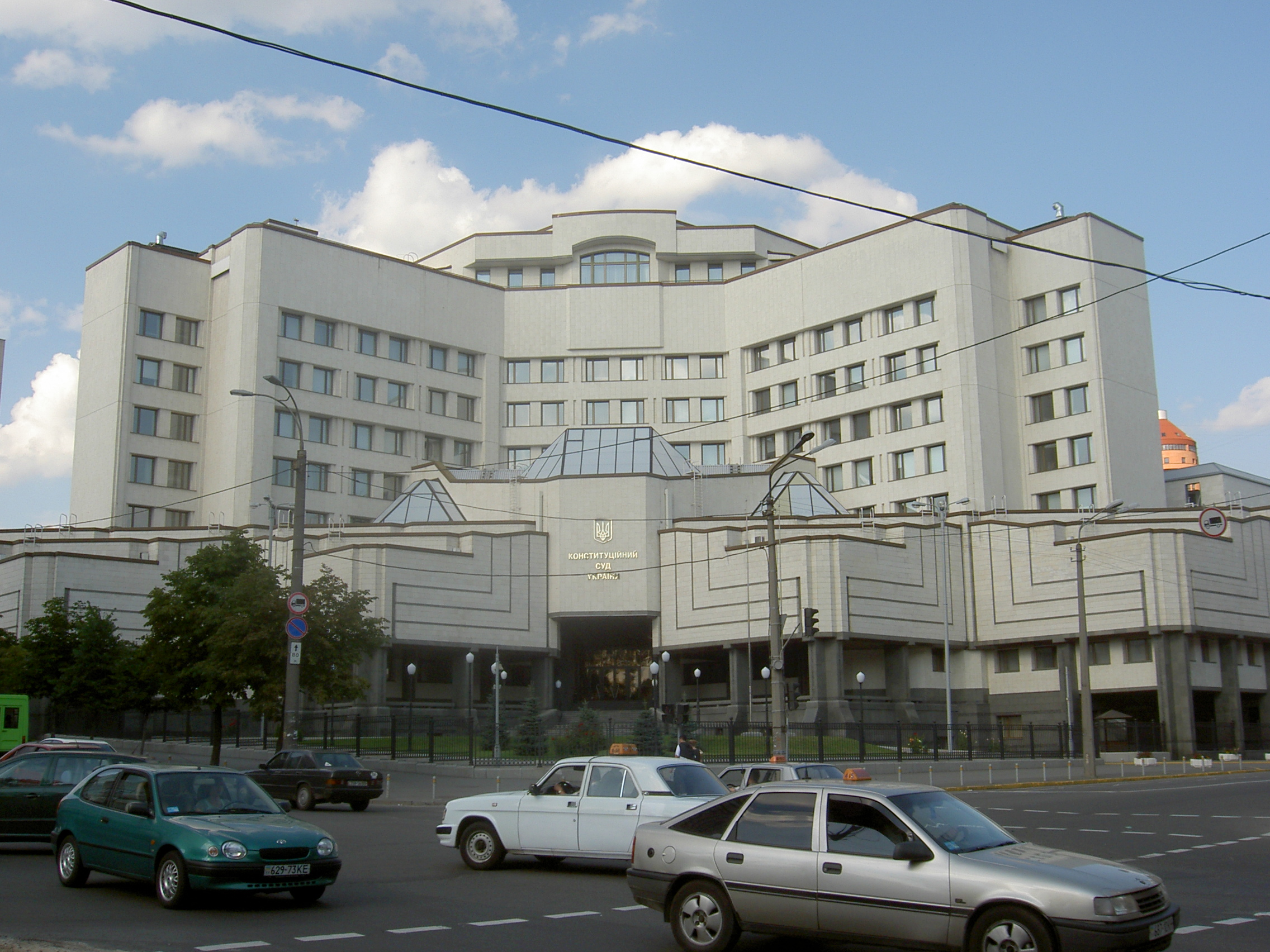
Tòa án Hiến pháp Ukraina tại Kyiv

Đại diện Tổng thống Ukraina tại Tòa án Hiến pháp Ukraina là viên chức được tổng thống ủy quyền đại diện tại Tòa án Hiến pháp Ukraina.
Các công việc cụ thể:
- Tham gia chuẩn bị các văn bản hiến pháp gửi lên Tòa án Hiến pháp Ukraina.
- Thực hiện các thay đổi hoặc làm rõ các đệ trình hiến pháp được đưa ra trước hiến pháp, cũng như các đệ trình đang trong thủ tục tố tụng hiến pháp.
- Thông báo cho Tổng thống Ukraina về diễn biến và kết quả của các vụ việc tại tòa án hiến pháp.

## Đại diện Tổng thống Ukraina tại Verkhovna Rada

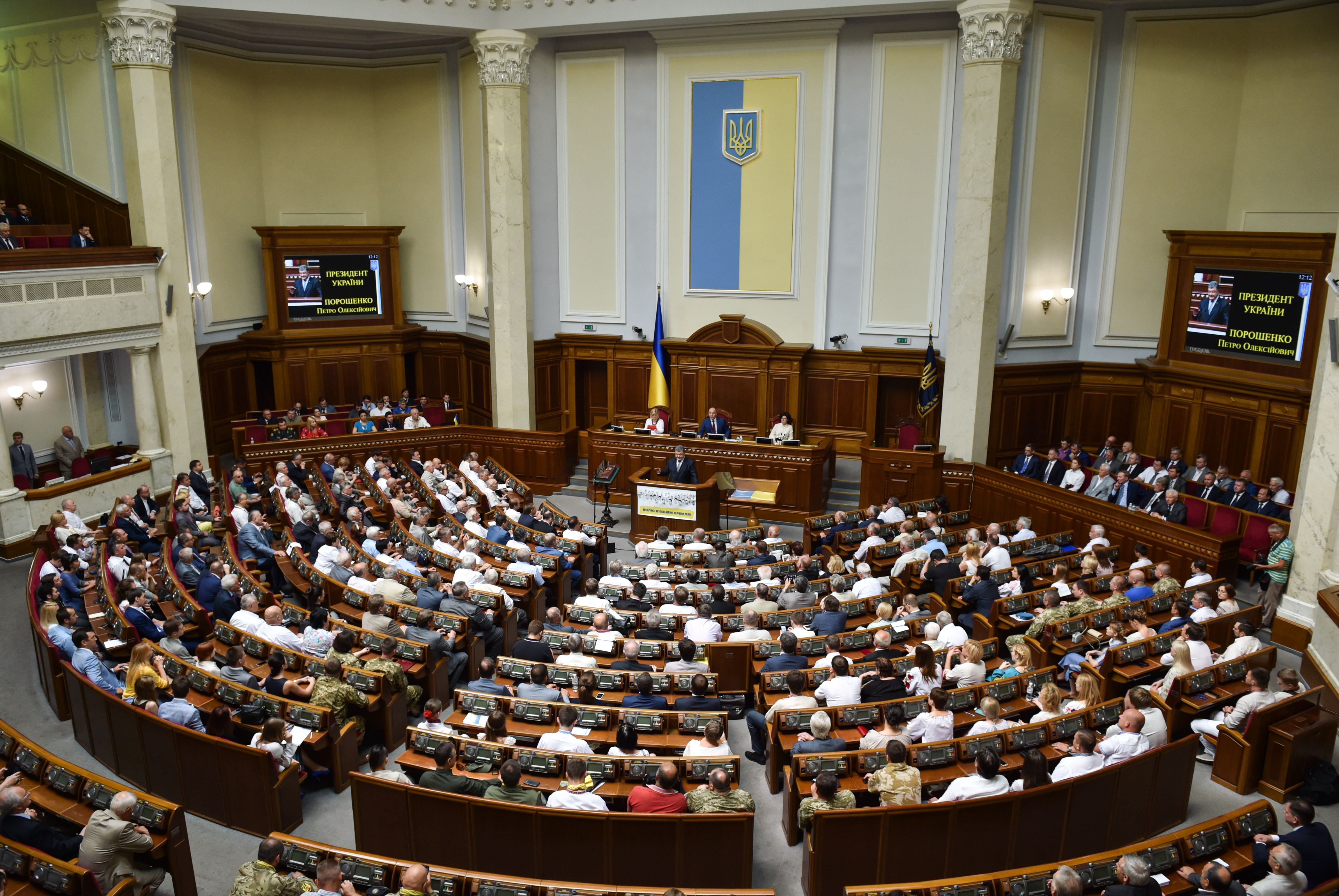
Một buổi họp vào Ngày Hiến pháp Ukraina bên trong tòa nhà Verkhovna Rada ở Kyiv

Đại diện Tổng thống Ukraina tại Verkhovna Rada (quốc hội) Ukraina là người được Tổng thống Ukraina ủy quyền để đảm bảo sự tương tác giữa Tổng thống Ukraina và Verkhovna Rada Ukraina.
Hoạt động của Đại diện Tổng thống Ukraina được hướng dẫn bởi Hiến pháp Ukraina, luật pháp Ukraina, các đạo luật của Tổng thống Ukraina, các quy định, mệnh lệnh của Trưởng Ban Thư ký Tổng thống Ukraina. Nhiệm vụ chính của Đại diện Tổng thống Ukraina là đảm bảo sự tương tác giữa Tổng thống Ukraina và Verkhovna Rada của Ukraina.
Các nhiệm vụ được giao cụ thể:
- Tham gia vào các phiên thảo luật, chương trình nghị sự, các buổi họp, các hoạt động của Verkhovna Rada Ukraina, của các ủy ban thường trực và tạm thời, của các đảng và các phe trong quốc hội; cũng như trong các hoạt động khác do Verkhovna Rada Ukraina và các cơ quan trực thuộc thực hiện.
- Trình bày tại các cuộc họp của Verkhovna Rada Ukraina, của các ủy ban về các dự thảo luật, các đề xuất của Tổng thống Ukraina, các dự thảo luật chưa được tổng thống ký duyệt, cũng như các tài liệu khác do Tổng thống Ukraina đệ trình.
- Thông báo cho Tổng thống Ukraina về tiến trình và kết quả xem xét dự thảo luật tại Verkhovna Rada Ukraina và các nội dung văn bản do Tổng thống Ukraina đệ trình.
- Giám sát các dự thảo luật, nghị quyết của Verkhovna Rada Ukraina, các sáng kiến lập pháp của các đơn vị khác đưa ra, tham gia phân tích các vấn đề đó, đặc biệt là về các vấn đề phát sinh trong mối quan hệ của Tổng thống Ukraina với Verkhovna Rada Ukraina, và nếu cần thiết sẽ đưa ra những đề xuất phù hợp.
- Thực hiện các chỉ thị khác của Tổng thống Ukraina.

## Đại diện Tổng thống Ukraina tại Nội các Bộ trưởng

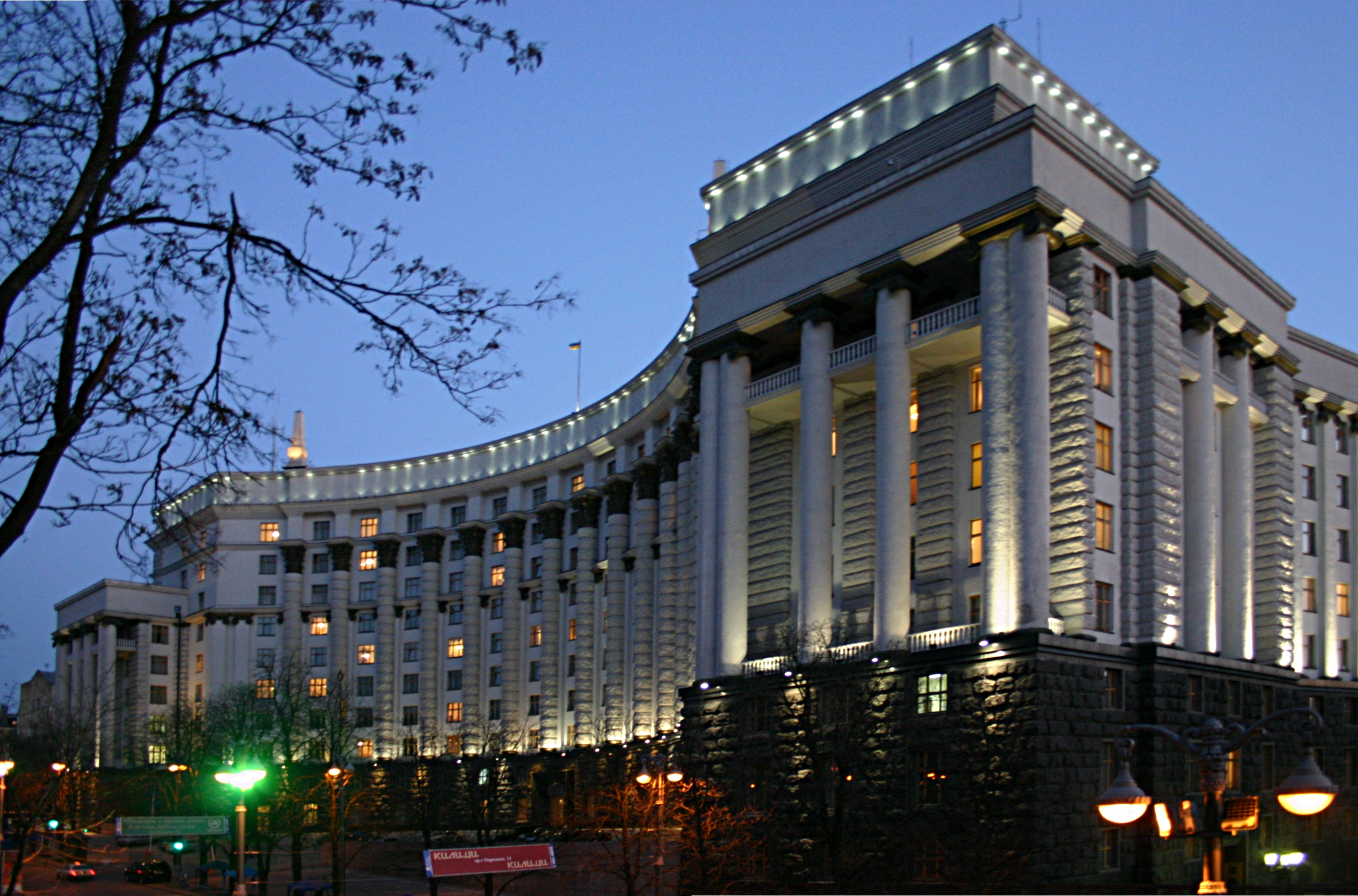
Tòa nhà Chính phủ Ukraina, số 12/2 đường Hrushevsky, Kyiv

Đại diện của Tổng thống Ukraina tại Nội các Bộ trưởng Ukraina đại diện cho Tổng thống Ukraina trong quan hệ với Nội các Bộ trưởng Ukraina.
Đại diện Tổng thống do Tổng thống Ukraina bổ nhiệm và bãi nhiệm. Người đại diện này đương nhiên là một trong những Phó Chánh văn phòng của Tổng thống Ukraina. Nhiệm vụ chính của Đại diện Tổng thống Ukraina là đảm bảo thực hiện mối quan hệ lâu dài giữa Tổng thống Ukraina và Nội các Ukraina, giải quyết các vấn đề nảy sinh trong quan hệ giữa Tổng thống Ukraina và Nội các Ukraina. Hoạt động của Đại diện Tổng thống Ukraina được Ban Thư ký của Tổng thống Ukraina hướng dẫn.
Các nhiệm vụ được giao cụ thể:
- Tham gia các cuộc họp của Nội các Bộ trưởng Ukraina với quyền bỏ phiếu cố vấn, đại diện tại các cuộc họp của Nội các Bộ trưởng Ukraina.
- Tham gia xây dựng dự thảo luật do Tổng thống Ukraina hoặc Nội các Bộ trưởng Ukraina thay mặt tổng thống giới thiệu trước Verkhovna Rada của Ukraina về hoạt động của Nội các Bộ trưởng Ukraina, các cơ quan hành pháp trung ương và địa phương.
- Thực hiện các chức năng khác thay mặt cho Tổng thống Ukraina.